# エリトリア

エリトリア国
ሃገረ ኤርትራ（ティグリニャ語）
دولة إرتريا（アラビア語）
State of Eritrea（英語）

国の標語：なし
国歌：ኤርትራ ኤርትራ ኤርትራ
 エリトリア、エリトリア、エリトリア 

エリトリア国（エリトリアこく、英語：State of Eritrea）、通称エリトリア（ティグリニャ語: ኤርትራ Ertra, アラビア語: إرتريا Iritriyya）は、アフリカの角と呼ばれるアフリカ大陸北東部に位置する国家。首都はアスマラ。

## 概要
2023年時点でアフリカの中では2番目に新しい独立国であり、東アフリカと北アフリカ諸国の一つに位置づけられる。西にスーダン、南にエチオピア、南東部にジブチと国境を接する。北は紅海に面し、1,350キロメートル以上にも及ぶ長い海岸線を持ち、領海内にはダフラク諸島など約350の小島が点在する。対岸側にはサウジアラビアとイエメンがある。
元々はエチオピア帝国の領土だった海岸部をイタリア王国が植民地政策によって1890年に分離させた地域であり、エリトリア独立戦争を経て1991年5月29日に独立。1998年5月からのエチオピア・エリトリア国境紛争が続いていたが、2018年7月8日に両国は関係正常化した。2020年から2021年には、エチオピア北部ティグレ州で起きたティグレ人民解放戦線（TPLF）の反政府蜂起に際してはエチオピア政府側で派兵した。
独立以降、イサイアス・アフェウェルキ大統領が実質的に率いる民主正義人民戦線の一党独裁制が続いている。現在でもマルクス主義・共産主義的政策に基づく政治を行っている国家である。「アフリカのシンガポール」というスローガンを掲げて、同国を手本にした国作りを進めているが、国連や国際NGOなどから深刻な人権侵害・圧政が報告されており「アフリカの北朝鮮」と批判・揶揄されることが多い。兵役、抑圧的な政治体制により大量の国民が国外へ移住と言って国際的な難民問題になっている
国境なき記者団による世界報道自由度ランキングではほぼ毎回北朝鮮と最下位を争い、フリーダム・ハウスの報道の自由度調査においてもワースト上位に位置する。

## 国名
正式名称は、ሃገረ ኤርትራ（Hagere Ertra、ハゲレ・エルトラ）、通称、ኤርትራ（Ertra、エルトラ）。アラビア語では دولة إرتريا。通称 إرتريا（Iritriyá、イリトリヤ）。
古代ギリシャ語の「赤」を意味するエリュトゥロス (ἐρυθρός) から派生したエリュトゥラー (Ἐρυθρά) は、紀元前4世紀のヘレニズム時代の作品に紅海の赤の意味で使われている記録があり、1世紀に紅海からインド洋にかけての南海貿易について記された航海案内書『エリュトゥラー海案内記』にも登場する。エリトリアの名前はイタリアが19世紀に植民地として支配するにあたり、ラテン語で「紅海」を意味する Mare Erythraeum にちなんでつけられたといわれる。
公式の英語表記は State of Eritrea（ステイト・オヴ・エリトレイア、エリトリーア）。通称 Eritrea ([ˌɛrɪˈtreɪə]、[ˌɛrɪˈtriːə])。
日本語の表記は、エリトリア国、通称、エリトリア。

## 歴史

### 先史時代
ダナキル砂漠は現生人類（ホモ・サピエンス）が進化した場所であり、近くにあるエリトリアは氷期終わりには既に現生人類が暮らしていた。北部のカローラから南東のベイルルに至るまで51箇所の先史時代の遺跡が見つかっている。エチオピアのブヤではイタリアの科学者によってホモ・エレクトスとホモ・サピエンスの間をリンクする100万年前の骨格が発見された。アブドゥールで見つかった12.5万年前の石器は海岸の海洋環境にヒトが住んでいたことの最も古い証明で、エリトリアの紅海沿岸部のマッサワでは旧石器時代のアサリやカキを捕獲する漁の道具が見つかっている。アフリカの角地域で最も多くの岩絵が見つかっている。主なモチーフは家畜化された牛であり、家畜への描写が豊かであるのと同時に、野生動物をほとんど描いていないことから、牧畜民的な性質のものと言える。

### プント国

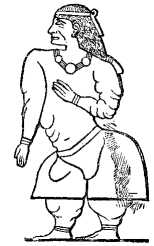
エジプトの壁画に残るプント国アティ王妃の肖像

紀元前25世紀から、プント国がジブチ、エチオピア、エリトリア、北部ソマリア、スーダン紅海沿岸に形成されていた。古代エジプトはハトシェプストの統治時代からプント国と貿易をしており、エジプトにはプント王パラフとその王妃アティの肖像が葬祭殿壁画に残っている。

### オナ文化
紀元前4世紀。プント文化に続くオナ文化はアフリカの角地域において牧畜や農業といったコミュニティによって形成された都市文化である。アスマラの近郊のセムベル遺跡からはアメンホテプ2世の時代のエジプトの都市テーベと貿易していた貨物が発掘された。

### ガシュ・グループ
エリトリア内陸部に位置するガシュ・バルカ地方にあるアゴルダトのバルカ川渓谷沿いに、ナイル川の上流山脈系統の遊牧民文化が栄えた、同時期にスーダンのヌビアで栄えたケルマ文化と共通する特徴を持っている。ケルマ文化に属する民族はアフロ・アジア語族に属し、ベルベル語派、クシ語派に分類される言語を用いていたと言語学的な証拠から推定している。

### ダムト王国 (D'mt)

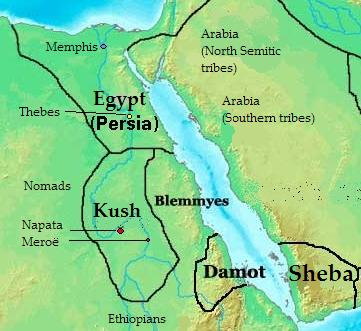
紀元前400年ごろのダモトの近隣王国

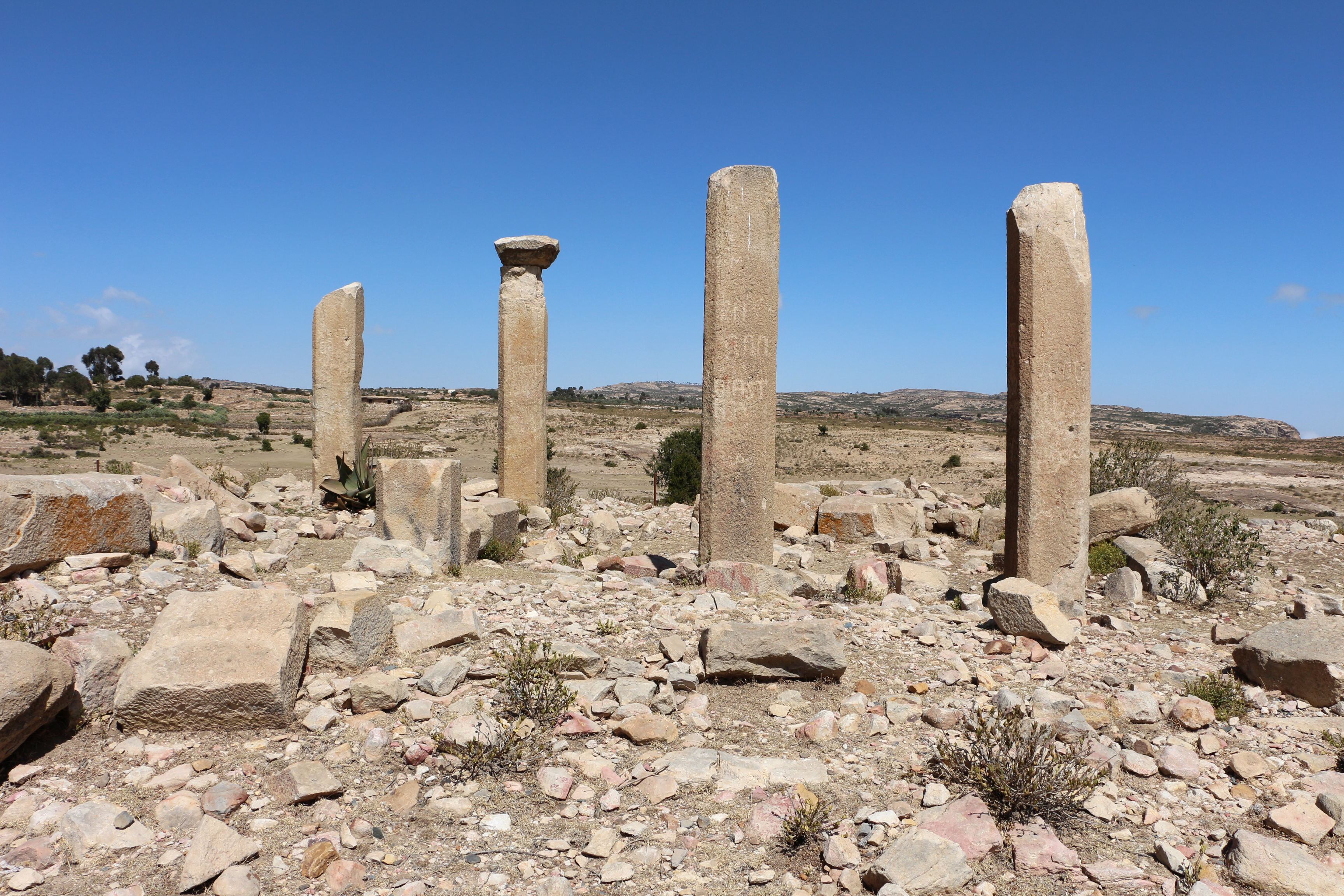
プレ・アクスム期のコハイトの遺跡

紀元前10世紀-紀元5世紀。ダムト王国はエリトリアと北部エチオピアの地域にあった。エリトリア南部のタマラがダムトの都市であり、大規模な寺院の遺跡があることからかなり栄えていた可能性が高い。5世紀にダムト王国が崩壊した後、アクスム王国が現れるまでのプレ・アクスム期には後継の小さい王国によって支配が続いた。紅海対岸側にあるアラビア半島南部のサバア王国からの勢力が進出しており、影響された遺跡が見つかっている。
北方の港町アドゥリスとマタラの中間にあるコハイトは政治的に重要な中心地であり、イエメンの水利システムが使われたダムや土塁、岩絵、彫刻、円柱構造、墓所、貯水池、ネクロポリス（集団埋葬地）、時計塔、窯などの750の遺跡が発見された。

### アクスム王国

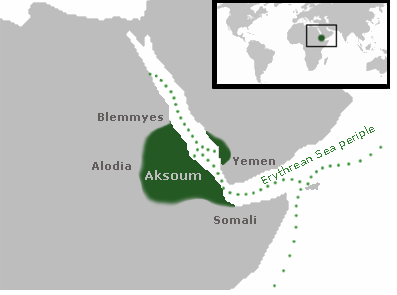
アクスム王国の最盛期の範囲

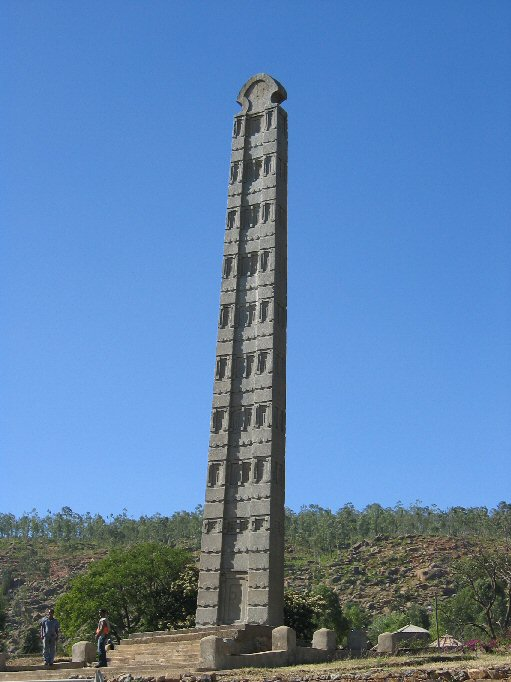
エザナ王の石柱（スッテレ）。高さ23mに達する。

1世紀-940年ごろ。アクスム王国は、エリトリアとエチオピア北部とアラビア半島の紅海沿岸部に栄えた交易国である。アフリカで初めて独自の硬貨を持った国であり、貿易で栄えた。ダモト王国との継続性があるが、南アラビアから来たサバ人により建国されたと考えられる。
王たちは、ソロモン王とシバの女王の子であるメネリク1世の血筋を引いているとして、自らの正当性を主張し、"negusa nagast"（「王の中の王」）と公称していた。350年ごろにはヌビアのクシュ王国を征服し、最盛期には現在のエリトリア、北部エチオピア、イエメン（ヒムヤル王国）、北部ソマリア、ジブチ、北部スーダンに広がっていた。首都はアクスムで現在の北部エチオピアにあった。他の主要都市にイェハ (Yeha)、ハウルティ (Hawulti) 、そして現在エリトリアにある重要な港湾都市アドゥリス (Adulis) をはじめとしてマタラ (Matara) およびコハイト (Qohaito) がある。この時アクスムの住民は、エチオピアと南アラビアにいるセム系民族とハム系民族が混ざり合って構成されていた。アクスムは国際的に且つ文化的に重要な国だった。エジプト、スーダン、アラビア、中東、インドといった様々な文化が集う場所で、アクスムの都市にはユダヤ教徒やヌビア人、キリスト教徒、仏教徒さえいた。320年代にキリスト教コプト正教会が伝来した教典はアクスム王国の独自の文字であるゲーズ又はゲエズ語 (Ge'ez又はGeez)で書かれており、エチオピアと共通のゲエズ文字が普及することになった。ソロモン王国の影響によりユダヤ教徒も一定数おり、時代によってはコプト正教会よりユダヤ教の勢力が上回った。
ナイル川周辺の王国のほとんどがキリスト教国であったが、周辺国がイスラム教に改宗すると経済的に孤立し、王国は弱体化していった。ただし、アクスムはヒジュラで預言者ムハンマドと最初の信者達を匿ったため、アクスムとムスリムは友好関係を保ち、アクスムがイスラム帝国に侵攻されたり、イスラム化されたりすることはなかった。

### 中世
1137年、この地域に「ミドゥリ・バリ」と呼ばれる国が勃興した。主な住民は、エチオピアのアムハラ人とは文化を異にするティグレ人である。北西エチオピアにはダモト王国があった。

### オスマン帝国
1557年、オスマン帝国領ハバシュ・エヤレトとなった（オスマン帝国のハバシュ征服）。以後、エジプト領やエチオピア領の一部となった。

### イタリア王国

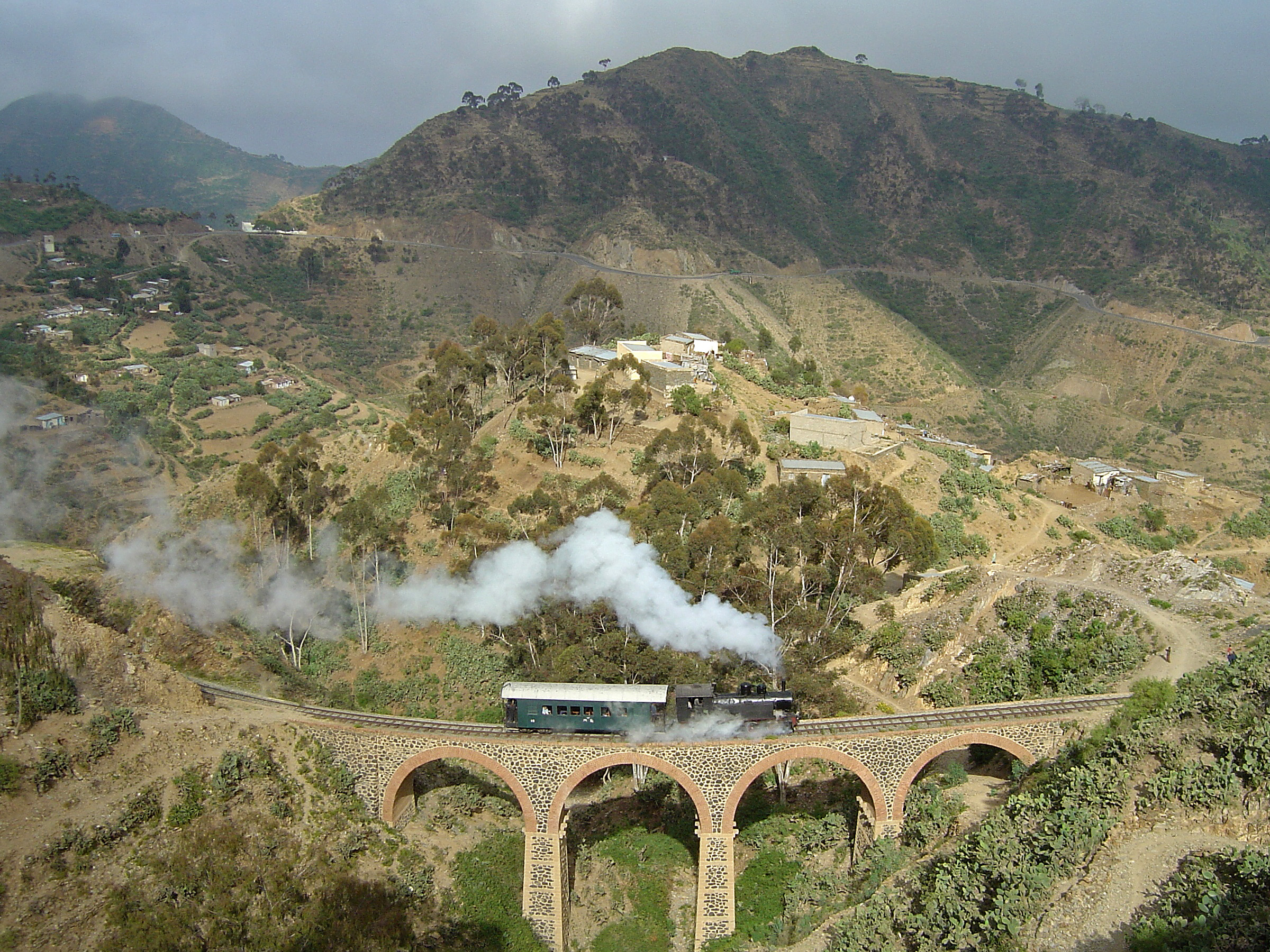
山岳部を走るイタリア時代に建設されたエリトリア鉄道

1869年にエジプトでヨーロッパとオリエントを結ぶスエズ運河が開通すると、イタリアがエチオピアに介入を始め、1882年にイタリアが植民宣言をし、1885年に占領した。1889年、エチオピアはイタリア王国とウッチャリ条約を結び、この地（エリトリア）をイタリアの支配に委ねた。翌1890年、イタリアはこの地を「エリトリア」と名づけた（イタリア領東アフリカ）。第一次エチオピア戦争（1889年 - 1896年）。第二次エチオピア戦争（1935年 - 1936年）が起きた。
首都アスマラはイタリア人移民が人口の60％を占め、イタリア首相であったベニート・ムッソリーニが「第2のローマ」（ピッコラ・ローマ、リトルローマ）を目指し、1920年〜1930年代にイタリアの新進気鋭の建築家達により奇抜なアール・デコ建築や未来派建築が多く建設された。現在では観光資源になっており、2017年に「アスマラ :アフリカのモダニズム都市」として世界遺産（文化遺産）に登録されている。

### イギリス軍政下

1962年までのエリトリアの旗

第二次世界大戦中の1941年にイタリア軍を駆逐し、イギリス軍が当地を占領する。その後、イギリスの保護領になった。

### エチオピア・エリトリア連邦
第二次世界大戦後、国際連合はエリトリアの帰属に関する問題を審議した。そして、エリトリアはエチオピアとの連邦制にするという案が46対10で可決され、1952年9月15日、エチオピア・エリトリア連邦を形成した。

### エチオピア軍政下
エチオピアは、予防拘禁法を発布し、10年間、新聞の編集者を逮捕したり、独立系の出版社を閉鎖、ナショナリストなどを国外へ追放し、労働組合や政党を禁止した。また、エリトリアの国旗をエチオピアの国旗で置き換え、公の場や学校でのエリトリアの現地言語が使用を禁じさせられ、関税のエリトリアの取り分を差し押さえた。全ての産業も、アスマラからアディスアベバに移転させられた。そして、1962年、エチオピア議会はエリトリアの併合を決議し、11月14日、エチオピア軍は、エリトリア議会を強制的に解散し、エチオピアは正式にエリトリアを14番目の州として併合した。

#### エリトリア独立戦争

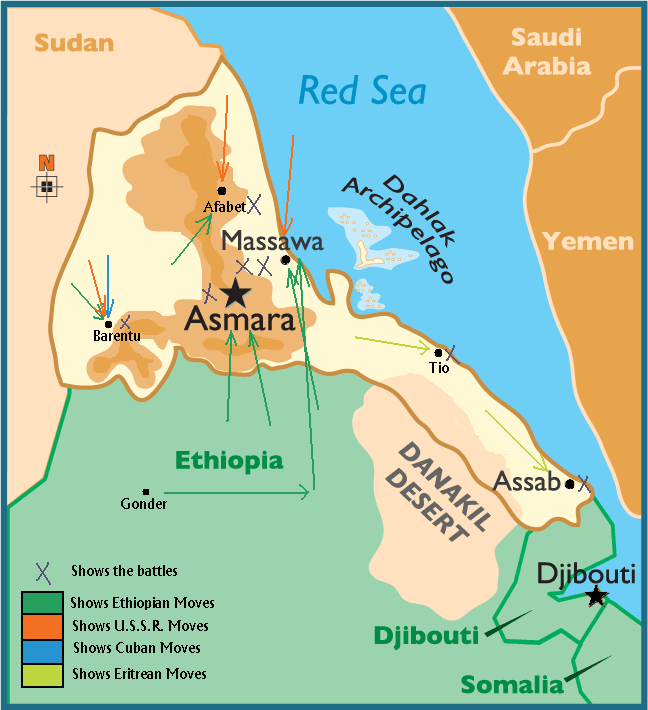
エリトリア独立戦争

1960年代からはエリトリア独立戦争として、解放勢力は独立運動を展開するようになった。1991年、独立勢力のうちの最大勢力、エリトリア人民解放戦線 (EPLF) は、ティグレ人民解放戦線 (TPLF) などと共にエチオピアの首都アディスアベバに突入。エチオピアに政変を起こし、メンギスツの社会主義政権は崩壊した。

### 独立
1991年5月29日、初代大統領のイサイアス・アフェウェルキが独立宣言を行った。1993年4月に実施された国際連合監視下の住民投票に基づき、TPLFを中心としたエチオピア人民革命民主戦線 (EPRDF) によるエチオピア新体制（メレス・ゼナウィ政権）の確立に伴い、1993年5月24日に独立承認された。5月28日には国際連合へ加盟申請、承認された。 

### エチオピアとの対立と和平
1998年から2000年にかけてエチオピア・エリトリア国境紛争が発生。エチオピアとの関係が再び悪化した。2010年代後半、エチオピアの首相にアビィ・アハメドが就任すると、和解の機運が高まり、2018年7月9日に首都アスマラにおいて、エチオピアのアビィ首相とエリトリアのイサイアス大統領が首脳会談を行い、2018年9月5日にはエリトリアの首都アスマラで、エリトリアとソマリア、エチオピアの3カ国による「包括協力協定」に署名。さらに同年9月16日、サウジアラビアの仲介によりエチオピアとの間で「ジッダ平和協定」に署名した。
2020年から2021年にかけては、ティグレ州紛争でエチオピア政府を支持して参戦した。両国政府は当初、派兵の事実を否定していたが国際社会の圧力を受けて2021年に認め、「TPLFがエリトリアの首都アスマラを砲撃したため」と説明した。4月3日にエチオピア外務省はエリトリア軍が撤兵を開始したと発表した。

## 政治

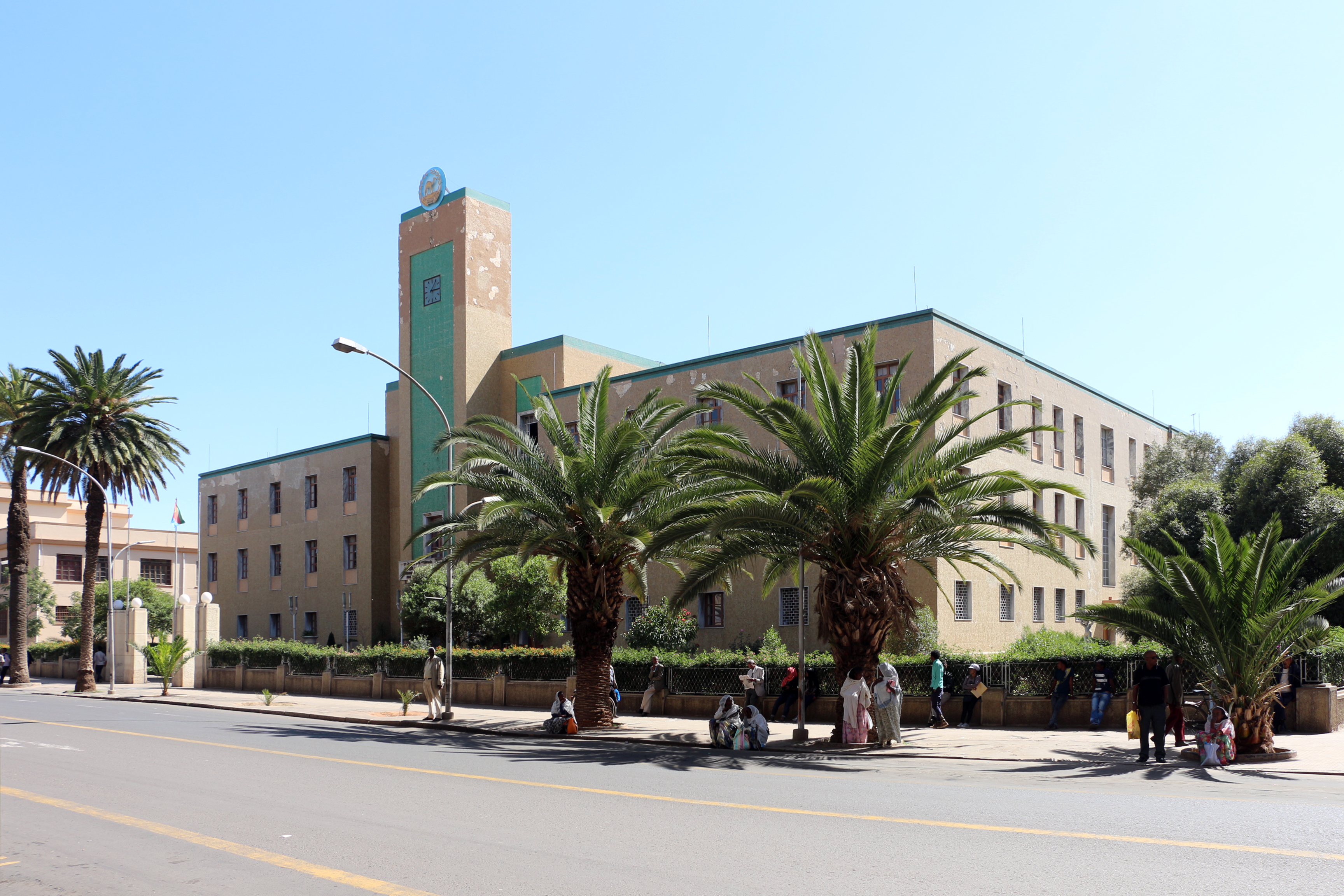
アスマラの政庁

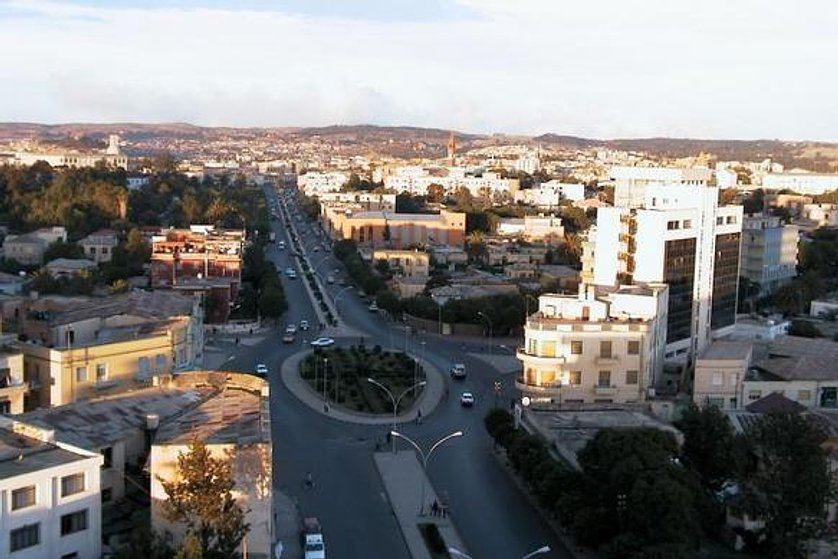
首都アスマラ中心部

エリトリアは、1960年から1991年までの30年余にわたるエチオピアからの独立戦争を経て、1993年の独立以来、旧エリトリア人民解放戦線（EPLF）が改組した民主正義人民戦線（PFDJ）率いる暫定政府が、書記長のイサイアス・アフェウェルキによって選出された国会議員150人による事実上の一党独裁制の下、マルクス主義・共産主義的政策に基づく統治を行っている。1997年、恒久政府樹立に向けての憲法が制憲議会により制定されたが、未だに施行されておらず、三権分立がなされていない。

### 元首
国家元首は大統領。独立以来、初代大統領でPFDJ議長のイサイアス・アフェウェルキが一貫して就任している。共産主義的体制であるため、国家元首たる大統領よりもPFDJ議長の職責の方が事実上、上位になっている（党の指導性）。
憲法規定によれば、大統領は5年の任期を持ち、国民議会により選出されることとなっているが、憲法が未施行のため、選挙は無期延期となっている。

### 行政
首相職は設置されていない。内閣は大統領が任命する閣僚で構成されるが、実際の行政権は大統領が行使し、内閣はその執行機関に過ぎない。よってその権力は極めて小さく、大統領の補佐機関であるといえる。

### 立法
議会は一院制の国民議会。104議席で、PFDJ中央委員会の委員40名と、任命制の議員64名で構成される。だが列国議会同盟（IPU）によれば、国民議会はPFDJ中央委員会の委員75名、旧制憲議会議員60名、在外エリトリア人代表15名で構成される150議席の議会とされている。いずれにせよ選挙は行なわれておらず、PFDJの政策を追認する役割しか持たない。また、憲法が未施行であるため、暫定的な権能しか有しておらず、任期も定められていない。

### 政党
政党設立には国家による許可が必要であり、PFDJが唯一、政党としての活動を認められている。一方で、反政府勢力としてエリトリア解放戦線（ELF）やエリトリア国民同盟（ENA）などが存在している。

### 司法
最高司法機関は高等裁判所で、その下に地方裁判所などが存在。行政裁判などを担う特別法廷も設置されている。

## 国際関係
独立以来、エチオピア、ジブチ、イエメンとは国境問題を抱え、緊張状態にあった。エチオピアとは2018年に関係正常化で合意し、陸上国境での往来と航空路の再開、内陸国となったエチオピアに対する港湾の開放を取り決めた。

### 対エチオピア関係
1998年からはバドメの帰属をめぐるエチオピア・エリトリア国境紛争が武力衝突に発展。2000年に和平合意成立、国際連合エチオピア・エリトリア派遣団（UNMEE）が展開した。国境案が提案されたものの、両国間の合意が進まなかった。2008年にUNMEEは撤退、エチオピア・エリトリア間の緊張状態が続いた。2010年、エチオピア・エリトリア国境で軍事衝突。エリトリア側23名とエチオピア側3名が死亡。
2018年7月9日、エリトリアの首都アスマラにおいて、エチオピアのアビィ首相とエリトリアのイサイアス大統領が20年ぶりの首脳会談を行い、長年にわたる戦争状態を終結することで合意。戦争状態の終焉や経済・外交関係の再開、国境に係る決定の履行を内容とする共同宣言に署名した。
2020年にエチオピアのティグレ州で起きたティグレ紛争では、エリトリアがエチオピア政府軍を支援しているとして、ティグレ人民解放戦線がエリトリアの首都アスマラの空港を攻撃した。人権団体などはティグレ州でのエリトリア軍の虐殺行為を非難し、国連やG7もティグレ州からのエリトリア軍の撤退を要求した。エリトリア・エチオピア両国はティグレ州にエリトリア軍が展開している事実を否定していたが、2021年3月23日にアビィ首相はこれを認めて翌4月にエチオピア政府はエリトリア軍の撤収を発表した。

### 対ジブチ関係
国境を巡って隣国ジブチと対立しており、1990年には二度の軍事衝突が起きている。停戦が成立したが、国境線を巡る緊張は続いた。2008年6月10日から13日、ジブチ・エリトリア国境紛争で再び両軍の間で戦闘が起きた。ジブチ政府はエリトリアが再び国境線に軍を増強しているとして非難し、国際社会の介入を求めた。

### 対イエメン関係
天然ガス田をめぐってハニーシュ群島紛争（1993年 - 1998年）が勃発した。

### 対アラブ首長国連邦関係
2015年にアラブ首長国連邦（UAE）は初の海外基地 としてアッサブに軍事拠点を設置する契約をエリトリアと締結、これによりアッサブではUAEの保有するフランス製のミラージュ2000戦闘機や中国製の翼竜Ⅱ無人攻撃機 などが展開された。前述のエチオピアとの歴史的和解にはUAEの関与もあったとされ、2018年7月24日にイサイアス大統領はエチオピアのアビィ首相とともにUAE最高勲章のザイード勲章を授与されている。

### 対アメリカ合衆国関係
アメリカはエリトリア独立時に国家承認を行わず1993年に国交を樹立したが、両国関係は良好ではなく、アル・シャバブなどの支持・一党独裁下でのメディアを規制・野党勢力の弾圧・正式な憲法が施行されていないことなどから両者の関係は緊張状態である。また、2021年11月12日、エチオピアの北部の地域での紛争を巡って、エチオピアに派兵しているエリトリアの軍やエリトリアの与党などに制裁を科すと発表した。アントニー・ブリンケン国務長官は声明で「エチオピアにおけるエリトリアの混乱を招く存在が紛争を長期化させている」とし、エリトリア軍の兵士による「深刻な人権侵害」についても批判し、エチオピアから即時に撤退するよう求めた。
2025年6月9日、アメリカ合衆国は安全上の理由から、エリトリア国民の入国を事実上禁止した。

### 対日本関係
- 在留日本人数 - 1人（2020年10月時点）[3]
- 在日エリトリア人数 - 47人（2020年12月時点）[3]

### 軍事
陸軍、海軍、空軍の三軍を保有しており、2005年時点の国防支出は6,500万ドルである。
国民全てが公務員であり、国民皆兵の徴兵制度を有する。徴集兵は軍務の他に、国が運営する農園 や土木工事や鉱山作業へ動員される。

#### 兵力（2009年）
- 陸軍：20万人[41]
- 海軍：1,400人[41]
- 空軍：400人[41]

## 地理

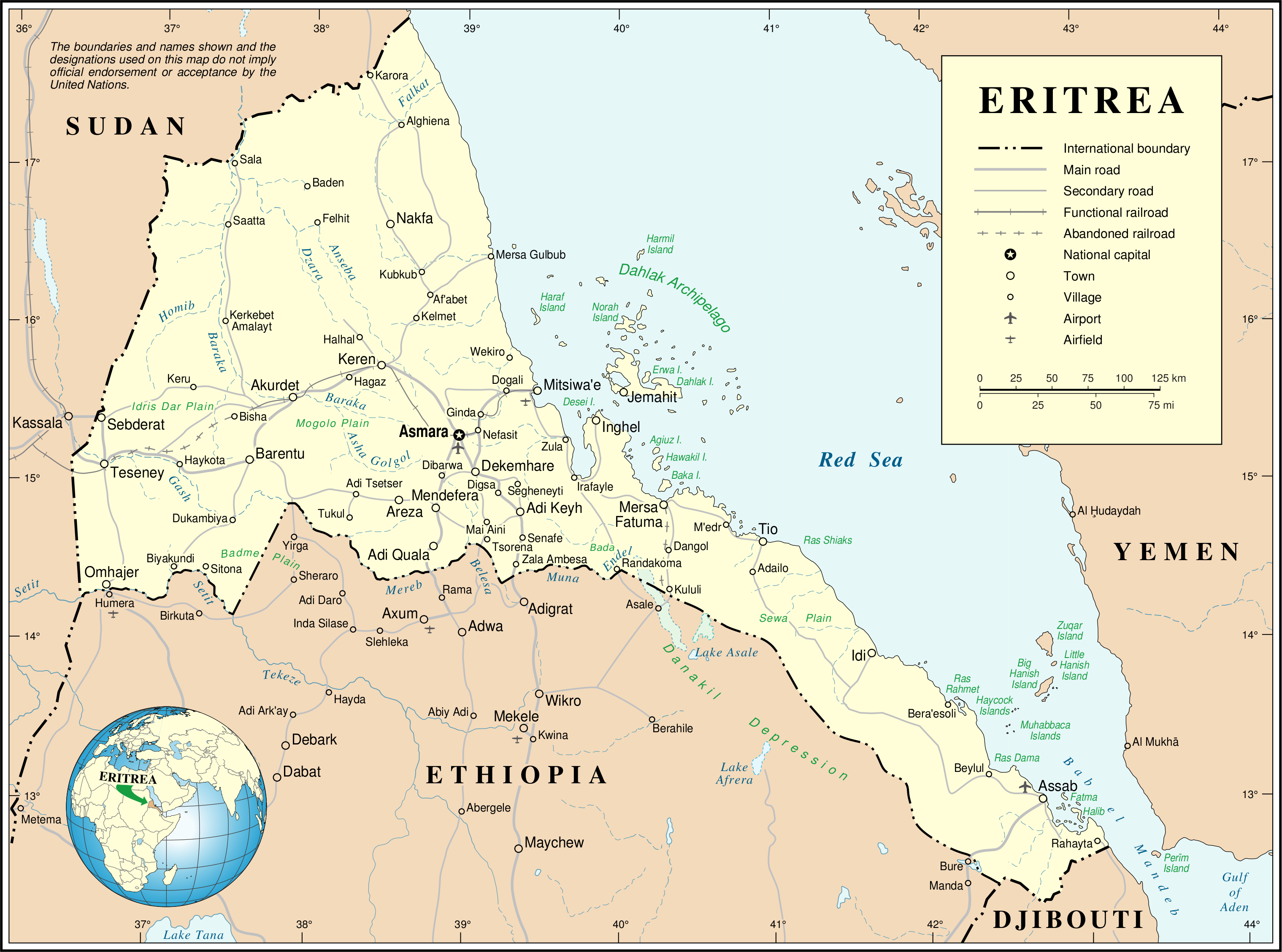
エリトリアの地図

標高図

西にスーダン、南にエチオピア、南東部にジブチと国境を接し、北は紅海に面し、紅海対岸側にはサウジアラビアとイエメンがある。海岸線は1350km以上にも及び、領海域には、およそ350の島があるダフラク諸島がある。また、イエメンとの間のバブ・エル・マンデブ海峡は非常に狭くなっている。
国土を二分する中央部から北部に続く山脈のアフリカ大地溝帯と地質の特性により、東部の乾燥した半砂漠地域と、西部の肥沃な大地の2つの地域に分けることができる。エリトリアはアフリカ大地溝帯付近に位置しているため比較的地震の多い地域であり、アスマラ地震やマッサワ地震などの地震による被害もたびたび起きている。またエリトリアにはアリド山、ダビ山、ナブロ山のような火山も点在しており、このうちナブロ山は2011年にも噴火している。なお、火山の中には、例えばダビ山やナブロ山やマラレ山のように、カルデラを伴った山々も見られる。
また気候特性の違いにより、紅海海岸平野地域、中央高原地域、西部高原平野地域の3つのエリアに分割することもできる。
海岸平野部は、アファール盆地にあり、ダナキル砂漠と高温の影響のため降水量が300ミリ以下と少なく乾燥している。乾燥地のため河川は雨季の降水で現れる季節性のもワジが多く、主なものは北部を流れるアンセバ川とバルカ川、エチオピア国境に沿って西に流れスーダンに至るガシュ川（上流はメレブ川）、テケゼ川などがある。河川の流入が無いことから海の透明度が高くダイビングが盛んである。その他、半砂漠植生、マングローブ沼地などの地形がみられる。砂漠から離れた北東部は湿度が高くなる。海岸平野部は最も暑い地域であり、気温は30～39℃となる上、最も暑い時期（6月～9月）にはさらに暑くなることもある。涼しい時期（10月～5月）には25～32℃になる。
南東部高原にはアフリカ大地溝帯の一部で海抜マイナス75mの低地ダナキル砂漠がエチオピアから広がり、その東は火山地帯となっている。最高峰はアスマラ南方の国境に近いソイラ山（標高3018m）。人口密度が高い地域でもある。平均気温は、約18℃（アスマラでは17℃）となる。最暖月は5月で、気温は30℃に達する。最寒月は12月から2月で、気温は夜間には氷点に到達する。雨季は6～9月で平均降水量は540mm。北東部の高原地帯は海岸平野に迫っており、紅海からの暖かく湿った卓越風により海抜700-2000mの高さに「フィルフィルの森」と呼ばれる亜熱帯林の壁が広がっている。この森はアフリカ大陸で最も北に位置する熱帯雨林であり、沢山の種類の鳥が見られ、エリトリアの国鳥であるホオジロエボシドリもこの場所で見られる。
西部の高原平野部のアンセバ地域とガシュ・バルカ地域は牧畜と農耕が盛んな肥沃な大地が広がっている。最も住民の健康度が高い地域でもある。この地域は4月から6月は30℃から41℃にもなる最も暑い地域である。最寒月は12月で、13℃から25℃になる。アンセバ北部にはヨブ野生生物保護区がある。

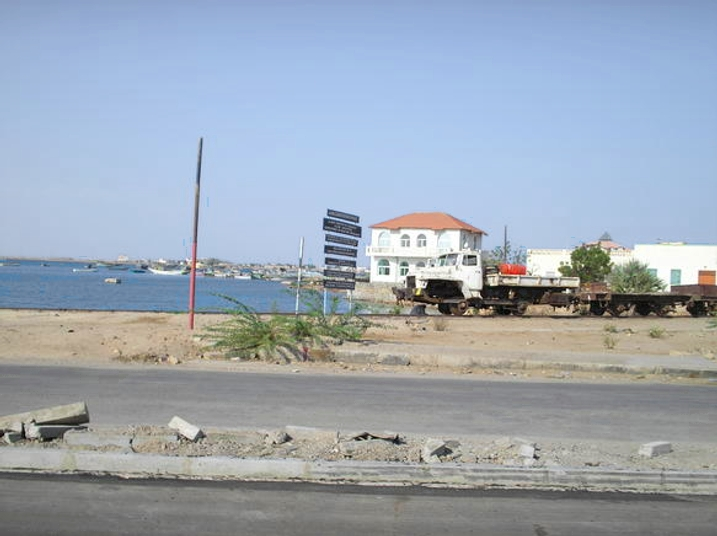
マッサワ沿岸
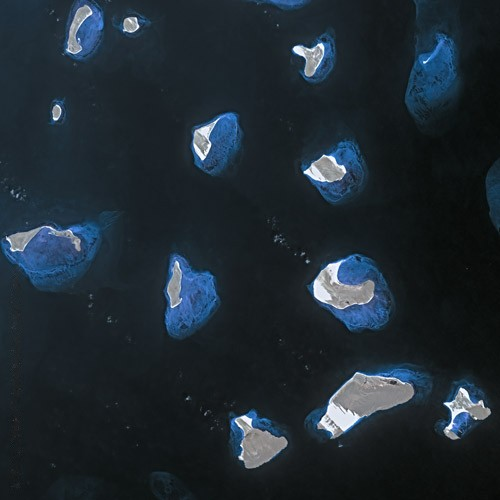
ダフラク諸島
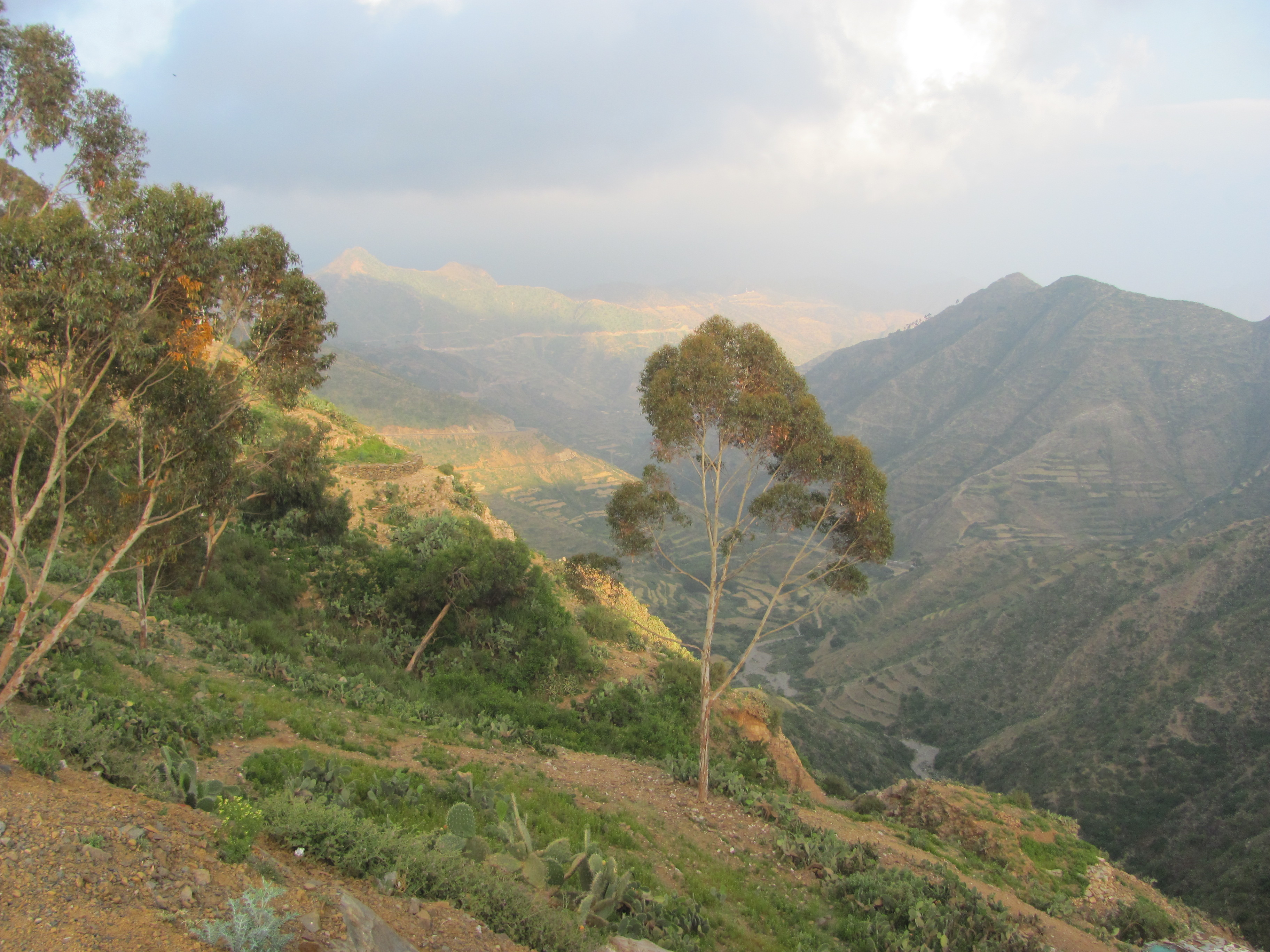
アスマラ近郊
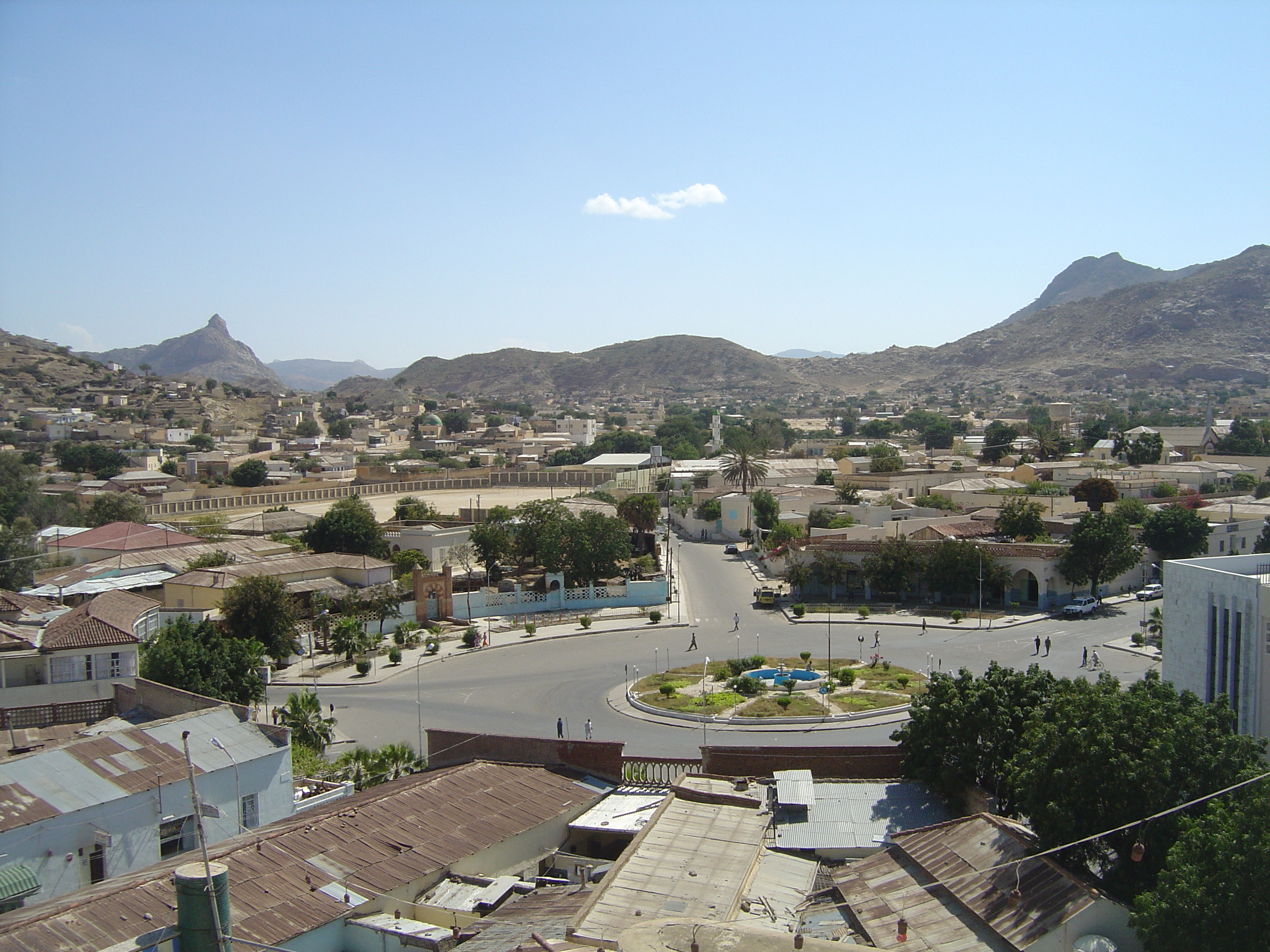
ケレン市内
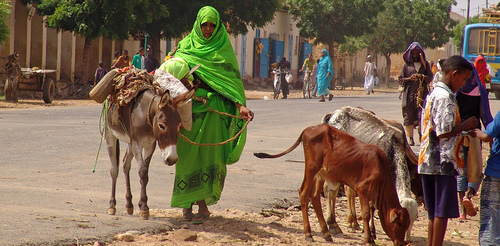
アゴルダト市内
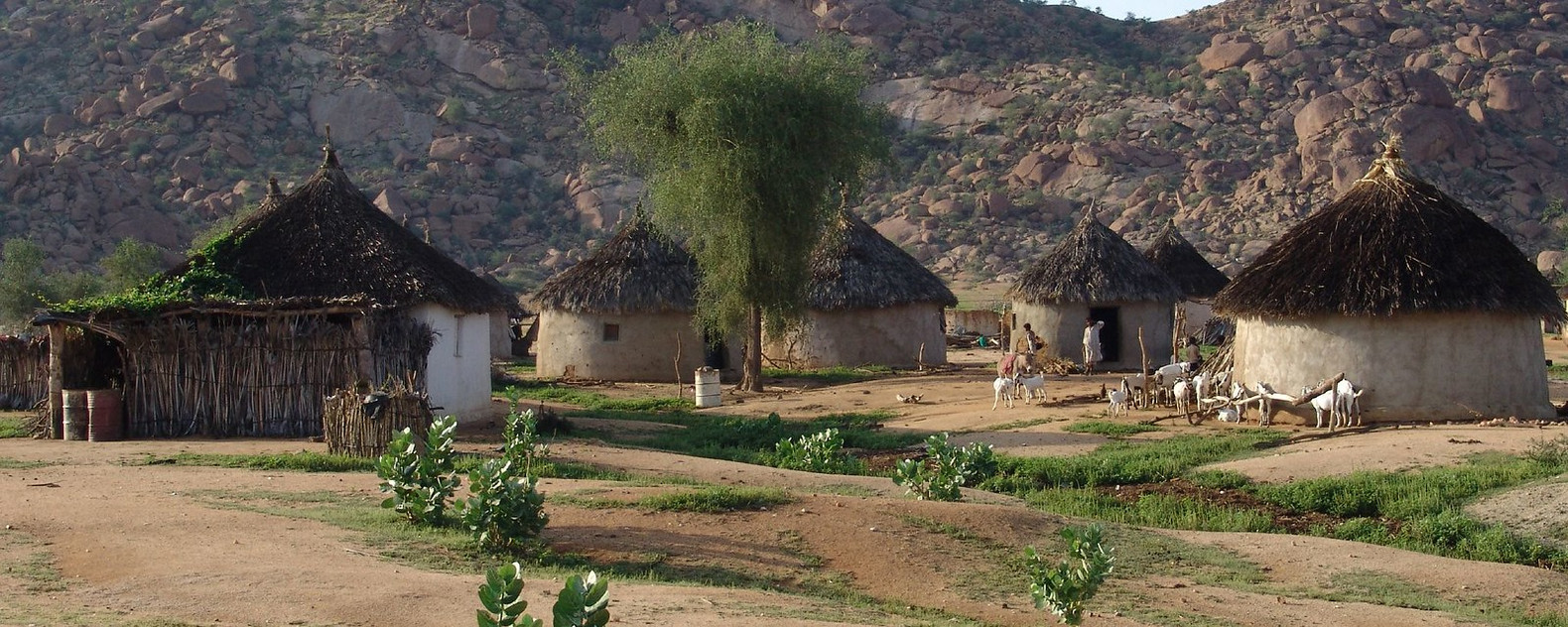
バルカ地方の住居

### 気候
北東海岸
| マッサワ（セメナウィ・ケイバハリ地方）の気候 | マッサワ（セメナウィ・ケイバハリ地方）の気候 | マッサワ（セメナウィ・ケイバハリ地方）の気候 | マッサワ（セメナウィ・ケイバハリ地方）の気候 | マッサワ（セメナウィ・ケイバハリ地方）の気候 | マッサワ（セメナウィ・ケイバハリ地方）の気候 | マッサワ（セメナウィ・ケイバハリ地方）の気候 | マッサワ（セメナウィ・ケイバハリ地方）の気候 | マッサワ（セメナウィ・ケイバハリ地方）の気候 | マッサワ（セメナウィ・ケイバハリ地方）の気候 | マッサワ（セメナウィ・ケイバハリ地方）の気候 | マッサワ（セメナウィ・ケイバハリ地方）の気候 | マッサワ（セメナウィ・ケイバハリ地方）の気候 | マッサワ（セメナウィ・ケイバハリ地方）の気候 |
| 月                                           | 1月                                          | 2月                                          | 3月                                          | 4月                                          | 5月                                          | 6月                                          | 7月                                          | 8月                                          | 9月                                          | 10月                                         | 11月                                         | 12月                                         | 年                                           |
| -------------------------------------------- | -------------------------------------------- | -------------------------------------------- | -------------------------------------------- | -------------------------------------------- | -------------------------------------------- | -------------------------------------------- | -------------------------------------------- | -------------------------------------------- | -------------------------------------------- | -------------------------------------------- | -------------------------------------------- | -------------------------------------------- | -------------------------------------------- |
| 平均最高気温 °C （°F）                       | 29 (84)                                      | 29 (84)                                      | 31 (88)                                      | 33 (91)                                      | 36 (97)                                      | 40 (104)                                     | 40 (104)                                     | 40 (104)                                     | 38 (100)                                     | 35 (95)                                      | 33 (91)                                      | 30 (86)                                      | 34.5 (94.1)                                  |
| 日平均気温 °C （°F）                         | 24.5 (76.1)                                  | 25 (77)                                      | 27 (81)                                      | 29 (84)                                      | 31 (88)                                      | 33 (91)                                      | 35 (95)                                      | 34 (93)                                      | 33 (91)                                      | 30 (86)                                      | 28 (82)                                      | 25.5 (77.9)                                  | 29.7 (85.5)                                  |
| 平均最低気温 °C （°F）                       | 20 (68)                                      | 21 (70)                                      | 22 (72)                                      | 24 (75)                                      | 25 (77)                                      | 27 (81)                                      | 29 (84)                                      | 28 (82)                                      | 27 (81)                                      | 25 (77)                                      | 22 (72)                                      | 21 (70)                                      | 22.4 (72.3)                                  |
| 雨量 mm （inch）                             | 33 (1.3)                                     | 25 (0.98)                                    | 8 (0.31)                                     | 8 (0.31)                                     | 4 (0.16)                                     | 0 (0)                                        | 9 (0.35)                                     | 11 (0.43)                                    | 4 (0.16)                                     | 16 (0.63)                                    | 33 (1.3)                                     | 33 (1.3)                                     | 184 (7.24)                                   |
| % 湿度                                       | 79                                           | 79                                           | 78                                           | 75                                           | 69                                           | 58                                           | 57                                           | 61                                           | 65                                           | 70                                           | 74                                           | 79                                           | 70.3                                         |
| 出典：                                       |                                              |                                              |                                              |                                              |                                              |                                              |                                              |                                              |                                              |                                              |                                              |                                              |                                              |

東海岸
| アッサブ（デブバウィ・ケイバハリ地方）の気候 | アッサブ（デブバウィ・ケイバハリ地方）の気候 | アッサブ（デブバウィ・ケイバハリ地方）の気候 | アッサブ（デブバウィ・ケイバハリ地方）の気候 | アッサブ（デブバウィ・ケイバハリ地方）の気候 | アッサブ（デブバウィ・ケイバハリ地方）の気候 | アッサブ（デブバウィ・ケイバハリ地方）の気候 | アッサブ（デブバウィ・ケイバハリ地方）の気候 | アッサブ（デブバウィ・ケイバハリ地方）の気候 | アッサブ（デブバウィ・ケイバハリ地方）の気候 | アッサブ（デブバウィ・ケイバハリ地方）の気候 | アッサブ（デブバウィ・ケイバハリ地方）の気候 | アッサブ（デブバウィ・ケイバハリ地方）の気候 | アッサブ（デブバウィ・ケイバハリ地方）の気候 |
| 月                                           | 1月                                          | 2月                                          | 3月                                          | 4月                                          | 5月                                          | 6月                                          | 7月                                          | 8月                                          | 9月                                          | 10月                                         | 11月                                         | 12月                                         | 年                                           |
| -------------------------------------------- | -------------------------------------------- | -------------------------------------------- | -------------------------------------------- | -------------------------------------------- | -------------------------------------------- | -------------------------------------------- | -------------------------------------------- | -------------------------------------------- | -------------------------------------------- | -------------------------------------------- | -------------------------------------------- | -------------------------------------------- | -------------------------------------------- |
| 平均最高気温 °C （°F）                       | 32 (89)                                      | 32 (90)                                      | 34 (94)                                      | 37 (99)                                      | 37 (99)                                      | 37 (98)                                      | 40 (104)                                     | 39 (103)                                     | 38 (100)                                     | 37 (99)                                      | 35 (95)                                      | 33 (91)                                      | 35.9 (96.8)                                  |
| 平均最低気温 °C （°F）                       | 20 (68)                                      | 19 (67)                                      | 21 (69)                                      | 24 (75)                                      | 26 (78)                                      | 28 (82)                                      | 31 (87)                                      | 30 (86)                                      | 28 (82)                                      | 26 (78)                                      | 22 (72)                                      | 21 (69)                                      | 24.7 (76.1)                                  |
| 降水量 mm （inch）                           | 5 (0.2)                                      | 3 (0.1)                                      | 3 (0.1)                                      | 0 (0)                                        | 0 (0)                                        | 0 (0)                                        | 15 (0.6)                                     | 8 (0.3)                                      | 5 (0.2)                                      | 0 (0)                                        | 0 (0)                                        | 20 (0.8)                                     | 59 (2.3)                                     |
| 出典：Weatherbase                            |                                              |                                              |                                              |                                              |                                              |                                              |                                              |                                              |                                              |                                              |                                              |                                              |                                              |

中央高原
| アスマラ（マアカル地方）の気候 | アスマラ（マアカル地方）の気候 | アスマラ（マアカル地方）の気候 | アスマラ（マアカル地方）の気候 | アスマラ（マアカル地方）の気候 | アスマラ（マアカル地方）の気候 | アスマラ（マアカル地方）の気候 | アスマラ（マアカル地方）の気候 | アスマラ（マアカル地方）の気候 | アスマラ（マアカル地方）の気候 | アスマラ（マアカル地方）の気候 | アスマラ（マアカル地方）の気候 | アスマラ（マアカル地方）の気候 | アスマラ（マアカル地方）の気候 |
| 月                             | 1月                            | 2月                            | 3月                            | 4月                            | 5月                            | 6月                            | 7月                            | 8月                            | 9月                            | 10月                           | 11月                           | 12月                           | 年                             |
| ------------------------------ | ------------------------------ | ------------------------------ | ------------------------------ | ------------------------------ | ------------------------------ | ------------------------------ | ------------------------------ | ------------------------------ | ------------------------------ | ------------------------------ | ------------------------------ | ------------------------------ | ------------------------------ |
| 平均最高気温 °C （°F）         | 22 (72)                        | 24 (75)                        | 25 (77)                        | 25 (77)                        | 25 (77)                        | 25 (77)                        | 22 (72)                        | 22 (72)                        | 23 (73)                        | 22 (72)                        | 22 (72)                        | 22 (72)                        | 23 (73)                        |
| 日平均気温 °C （°F）           | 14 (57)                        | 15 (59)                        | 16 (61)                        | 17 (63)                        | 18 (64)                        | 18 (64)                        | 16 (61)                        | 16 (61)                        | 16 (61)                        | 15 (59)                        | 14 (57)                        | 13 (55)                        | 16 (61)                        |
| 平均最低気温 °C （°F）         | 4 (39)                         | 5 (41)                         | 8 (46)                         | 9 (48)                         | 10 (50)                        | 11 (52)                        | 11 (52)                        | 11 (52)                        | 9 (48)                         | 8 (46)                         | 7 (45)                         | 5 (41)                         | 8 (46)                         |
| 降水量 mm （inch）             | 4 (0.16)                       | 2 (0.08)                       | 15 (0.59)                      | 33 (1.3)                       | 41 (1.61)                      | 39 (1.54)                      | 175 (6.89)                     | 156 (6.14)                     | 16 (0.63)                      | 15 (0.59)                      | 20 (0.79)                      | 3 (0.12)                       | 518.6 (20.417)                 |
| 出典：NOAA                     |                                |                                |                                |                                |                                |                                |                                |                                |                                |                                |                                |                                |                                |

西部高原
| アゴルダト（ガシュ・バルカ地方）の気候 | アゴルダト（ガシュ・バルカ地方）の気候 | アゴルダト（ガシュ・バルカ地方）の気候 | アゴルダト（ガシュ・バルカ地方）の気候 | アゴルダト（ガシュ・バルカ地方）の気候 | アゴルダト（ガシュ・バルカ地方）の気候 | アゴルダト（ガシュ・バルカ地方）の気候 | アゴルダト（ガシュ・バルカ地方）の気候 | アゴルダト（ガシュ・バルカ地方）の気候 | アゴルダト（ガシュ・バルカ地方）の気候 | アゴルダト（ガシュ・バルカ地方）の気候 | アゴルダト（ガシュ・バルカ地方）の気候 | アゴルダト（ガシュ・バルカ地方）の気候 | アゴルダト（ガシュ・バルカ地方）の気候 |
| 月                                     | 1月                                    | 2月                                    | 3月                                    | 4月                                    | 5月                                    | 6月                                    | 7月                                    | 8月                                    | 9月                                    | 10月                                   | 11月                                   | 12月                                   | 年                                     |
| -------------------------------------- | -------------------------------------- | -------------------------------------- | -------------------------------------- | -------------------------------------- | -------------------------------------- | -------------------------------------- | -------------------------------------- | -------------------------------------- | -------------------------------------- | -------------------------------------- | -------------------------------------- | -------------------------------------- | -------------------------------------- |
| 平均最高気温 °C （°F）                 | 32 (89)                                | 33 (92)                                | 36 (96)                                | 39 (103)                               | 40 (104)                               | 37 (99)                                | 33 (91)                                | 32 (89)                                | 35 (95)                                | 37 (99)                                | 36 (96)                                | 33 (92)                                | 35.3 (95.4)                            |
| 平均最低気温 °C （°F）                 | 14 (58)                                | 14 (57)                                | 14 (58)                                | 18 (65)                                | 22 (72)                                | 22 (72)                                | 21 (69)                                | 21 (70)                                | 21 (69)                                | 21 (70)                                | 19 (67)                                | 16 (61)                                | 18.6 (65.7)                            |
| 降水量 mm （inch）                     | 0 (0)                                  | 0 (0)                                  | 0 (0)                                  | 0 (0)                                  | 10 (0.39)                              | 30 (1.18)                              | 100 (3.94)                             | 140 (5.51)                             | 40 (1.57)                              | 0 (0)                                  | 0 (0)                                  | 0 (0)                                  | 320 (12.59)                            |
| 出典：Weatherbase                      |                                        |                                        |                                        |                                        |                                        |                                        |                                        |                                        |                                        |                                        |                                        |                                        |                                        |

## 地方行政区分

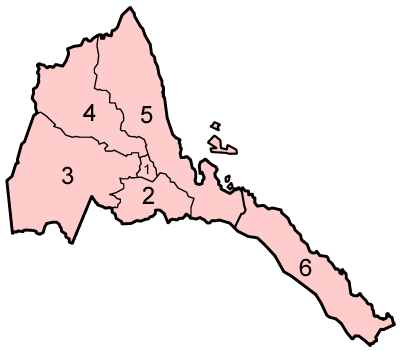
エリトリアの地方

エリトリアは以下の6地方で構成され、それぞれがさらに複数の地区に分けられている。
1. マアカル（中部）地方
2. デブブ（南部）地方
3. ガシュ・バルカ地方
4. アンセバ地方
5. セメナウィ・ケイバハリ（北紅海）地方
6. デブバウィ・ケイバハリ（南紅海）地方

### 主要都市
主要な都市はアスマラ（首都）、ケレンがある。

## 経済

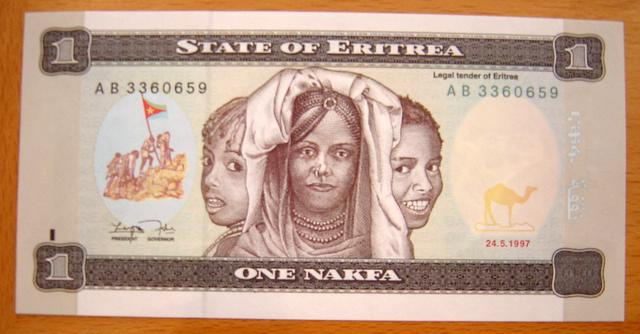
1ナクファ

人口の80%が第一次産業の農業に従事しているが、GDPの1割しか占めていない。産業別のGDPでは運輸業が3割以上を占め、工業・その他サービス部門を含めると8割以上に達している。エチオピアとの国境紛争は、難民・避難民の大量発生、紛争地域のインフラ破壊など、エリトリア経済に深刻な影響を与えた。
独立の動きが始まった町の名「ナクファ」が現在の通貨の単位となっている。1ナクファ紙幣にはビリン人、5ナクファ紙幣にはアファール人というように、主要民族の人々がそれぞれ印刷されており、コインには国内に生息するガゼルなどの野生動物が刻印されている。アメリカ合衆国ドルとの交換レートは固定相場制を取っており、1米国ドル＝15ナクファと定められているが、非常に高いインフレ率のため実際にはこのレートで交換されることはない。

## 交通

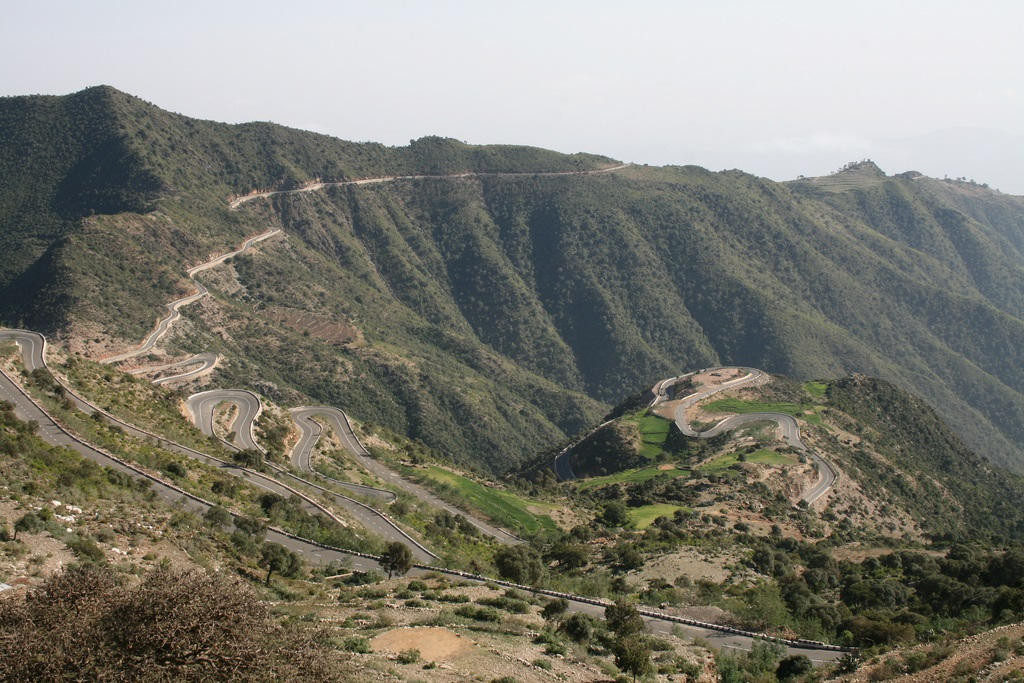
エリトリアの山道

エリトリアの交通には、公共および民間で提供される乗り物、海上輸送、航空輸送が様々な形態で存在する他、高速道路、空港、港湾が含まれる。
1999年時点で、エリトリアには線路幅950 mm (3 ft 1 3⁄8 in)（狭軌）の鉄道路線が317km存在した。鉄道はアゴルダト、アスマラとマッサワ港を結んでいるが、1994年にマッサワで再開された約5kmの区間を除き操業されていない。近年、残りの区間および車両の修復が行われている。2003年までに、マッサワからアスマラまでの全区間が再建された。
エリトリアの国道は道路の等級に基づいて名付けられており、一級（P）、二級（S）、三級（T）の3つの等級がある。
最下級の道路は三級国道で、地域にとって重要な区間に設けられている。通常、改良された地上道で、所々舗装されている。通常、雨季の間は通れなくなる。
次に上位となるのは二級国道で、通常は単層アスファルトで舗装されている。各地区や地方の行政府所在地間を結んでいる。
一級国道は全区間が完全にアスファルトで舗装されており、主にエリトリア国内の主要都市間を結んでいる。

## 国民

### 民族
| 民族構成（エリトリア） | 民族構成（エリトリア） | 民族構成（エリトリア） | 民族構成（エリトリア） | 民族構成（エリトリア） |
| ---------------------- | ---------------------- | ---------------------- | ---------------------- | ---------------------- |
|                        |                        |                        |                        |                        |
| ティグリニャ人         | ティグリニャ人         |                        | 55%                    | 55%                    |
| ティグレ人             | ティグレ人             |                        | 30%                    | 30%                    |
| サホ人                 | サホ人                 |                        | 4%                     | 4%                     |
| ビリン人               | ビリン人               |                        | 2%                     | 2%                     |
| ラシャイダ人           | ラシャイダ人           |                        | 2%                     | 2%                     |

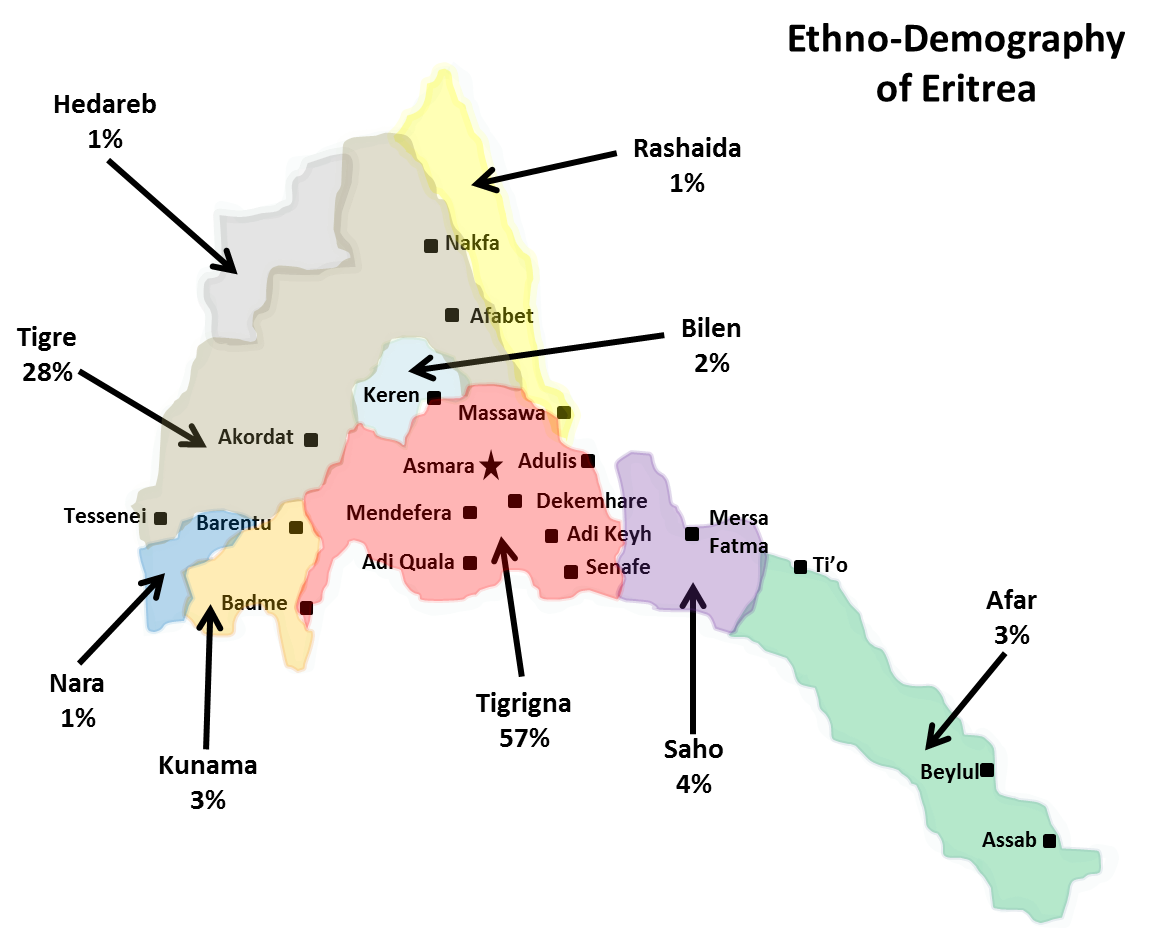
民族分布図

ティグリニャ人（ティグライ人）が最大民族であり、人口の55%を占める。次いでティグレ人 (30%)、サホ人 (4%)、ビリン人 (2%)、アラブ系ラシャイダ人 (2%)、エチオピア系アファル人、ベジャ人、クナマ人、ナラ人など主たる民族は9民族で構成されている。

### 言語
公的に公用語としての規定はされていないが、ティグリニャ語とアラビア語が最も広く使われ、商業や業務、教育で使われているなど実質的な公用語となっている。イタリアとイギリスの占領・植民地時代の名残でイタリア語と英語は広く理解され中等・高等教育などで使われる。住所などの公的なものでは、ティグリニャ語、アラビア語、英語の3語併記が基本となっている。
2000年にはアフリカの諸言語の保護、育成、活用に重点が置かれたアスマラ宣言が採択され、エリトリアではティグリニャ語、ティグレ語、ラシャイダ語（アラビア語ヒジャーズ方言）、アファール語、サホ語、ビリン語（ビレン語）、ベジャ語、クナマ語、ナラ語の9つの民族語が初等教育では平等に扱われている。たいていのサブサハラアフリカ諸国では小学校3・4年次から、宗主国の欧米系言語による指導がなされるが、エリトリアでは小学校6年までは各民族語で教育を受け、国会などでも通訳を介して行われている。アフリカでは珍しい国である。

### 婚姻
婚姻してもほとんどの女性は改姓しない（夫婦別姓）。

### 宗教
| 宗教構成（エリトリア） | 宗教構成（エリトリア） | 宗教構成（エリトリア） | 宗教構成（エリトリア） | 宗教構成（エリトリア） |
| ---------------------- | ---------------------- | ---------------------- | ---------------------- | ---------------------- |
|                        |                        |                        |                        |                        |
| キリスト教             | キリスト教             |                        | 60%                    | 60%                    |
| イスラム教             | イスラム教             |                        | 30%                    | 30%                    |
| アンナ教               | アンナ教               |                        | 10%                    | 10%                    |

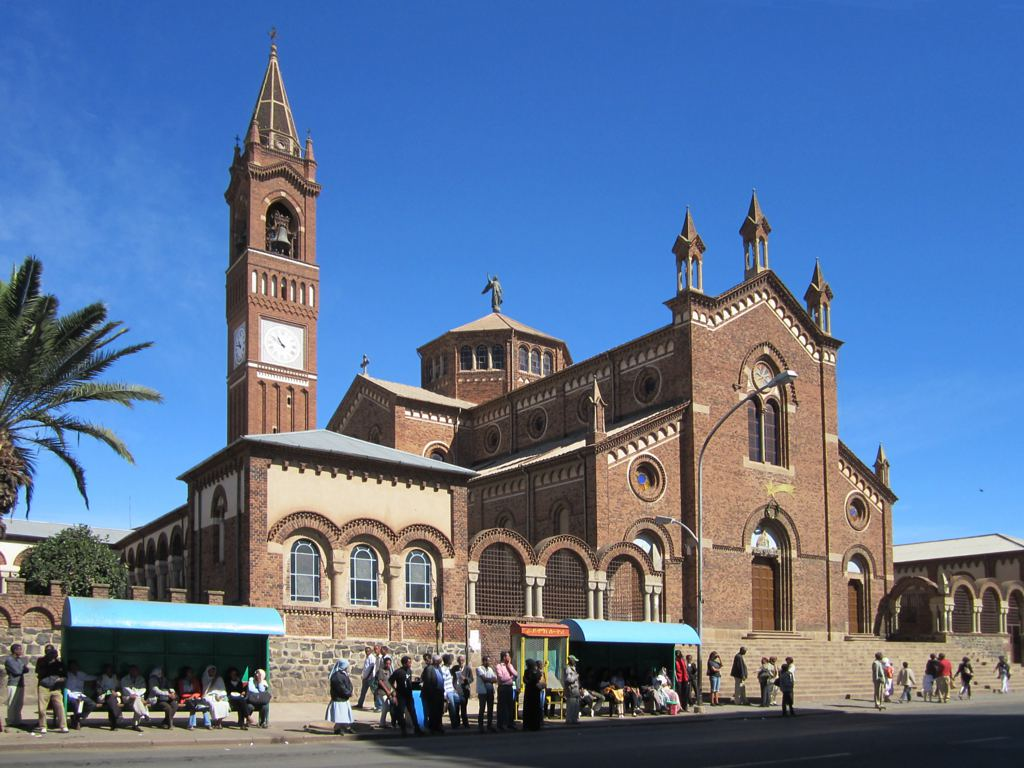
イタリア統治時代の1923年に建てられたアスマラのセントジョセフ教会

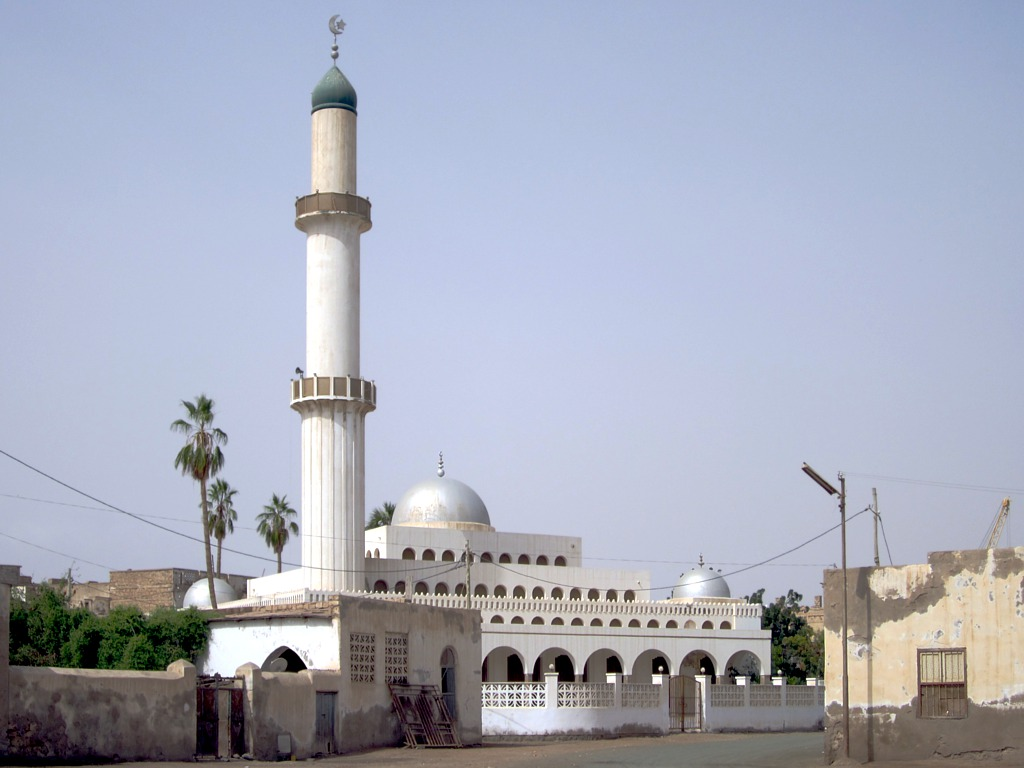
マッサワのシェイク・ハナフィ・モスク

キリスト教コプト正教会の系譜に連なりテフワドと呼ばれるエリトリア正教会の他、プロテスタント、イスラム教、ユダヤ教、土着信仰のアンナ教など。
コプト正教会のコプト暦の「ゲエズカレンダー」を採用しているため西暦は7年遅れだが、国民は一般的なグレゴリオ暦も認知している。
宗教に寛容な文化が形成されており、宗教関係のイベントがある時は、他宗教・宗派の人をゲストとして招待する伝統もある。
政府は信教の自由を保障するとしているが、2002年以降は政府が認定する宗教はイスラム教スンナ派、キリスト教（エリトリア正教会、カトリック、プロテスタント）、アンナ教などの4つのみである。他の宗教は全て非合法化され、エホバの証人、バハイ教、セブンスデー・アドベンチスト教会、イスラム教ワッハーブ派などの少数派の信者が政府に監視され迫害にさらされている

。

### 教育
小学から大学までの学費は無料である。
国民の識字率は65.3%（男性77%、女性54.5%）、若年層の識字率は90％である。
教授言語は初等教育は各民族語とアラビア語で行われ、中等・高等教育ではアラビア語、英語となる。
エリトリアの大学は以下の8校が存在する。
- エリトリア科学技術大学（エリトリア工科大学、Institute of Science and Technology）
- ハメルマド農業大学（ハメルマロ農業大学、College of Agriculture at Hamelmalo)
- ハルハレ農業大学(College of Agriculture at Halhale)
- 人文社会科学大学(人文社会大学、College of Arts and Social Sciences at Adi Keyih)
- 経営経済大学(経済商業大学、College of Business and Economics at Massawa)
- 海洋科学技術大学(海洋科学大学、College of Marine Sciences and Technology at Massawa)
- 保健科学大学(College of Nursing and Health Technology at Asmara)
- オロッタ医科大学(Orota School of Medicine)

### 医療
30年に及んだ隣国エチオピアとの紛争の後、エリトリアは破壊された施設の再建、保健医療従事者のトレーニング、薬剤や機器の提供改善に投資してきた。サハラ砂漠以南のアフリカでは数少ない、ミレニアム開発目標4達成への歩みが順調な国の一つである。予防接種の普及により予防可能な疾病が減少し、ポリオがなく、妊婦や新生児の破傷風は根絶され、はしかによる死者は報告されていない。マラリアの罹患率も2001年の12万5750 症例から2005年には3万4100 症例へと急激に減少しており、死者も2001年の129人から2005年には38人に減っている。コミュニティを基盤とした治療的栄養療法や、保健サービスチームの定期巡回訪問を行うことで医療施設が整っていない地方まで保健サービスを広めた。医療費は無料である。2019年時点での平均寿命は66.32歳

## 治安
2021年03月02日時点で外務省は、「国内における凶悪犯罪や外国人を狙った犯罪等は多くありませんが、首都アスマラ市やマッサワ市等の都市部では、夜間の外出を控える等、犯罪や事故に巻き込まれないように十分注意してください。また、エチオピア、ジブチ及びスーダンとの国境周辺地域は政情が不安定ですので、別途発出している危険情報等を踏まえて対応するよう心掛けてください。」としている。
2019年時点で外国人観光客にとっては、移動の自由を制限されて監視下にも置かれる北朝鮮よりは自由で、逆に他のアフリカ諸国より治安は良く、ホテルでならば電波も（動画視聴が不可能なレベルの非常に低速度であるが）一応繋がる。

### 人権
2014年6月、国際連合人権理事会はエリトリアの人権状況の調査を決定した。500人余りの聞き取り調査で作成した報告書 では、同国政府による重大な人権蹂躙が指摘された。
同報告書によると､政府に対する抗議やデモ活動は、平和的でも一切許可されない。政府は国内に厳格な監視制度を設け、国民は生活のあらゆる面に干渉され、常時監視されている。エリトリア国民は男女とも全員、無期限の徴兵制度による兵役義務がある。また「ナショナルサービス」と呼ばれる、政府の計画する事業での勤労奉仕活動（事実上の強制労働）に従事させられる。突然の徴兵や低賃金の長期間労働は貧困層がより増える原因になっており、徴兵を忌避して国外に脱出する者が絶えない。
国外への渡航は厳しく制限され、国内での移動にも事前の許可が必要である。政府はカトリック教会やイスラム教スンニ派など4つの宗教だけを公認し、他の宗教は全て非合法化された。宗教的な書物は押収され、信者が姿を消したケースも少なくない。
国民は裁判所の令状なく突然拘束されたり、拷問を受けたりする。裁判手続きなしの処刑が横行しており、死者や行方不明者も後を絶たない。同報告書は「この国で公正な裁判は不可能で、基本的人権を守れる状況ではない」と結論している。エリトリア外務省は、この報告書を根拠のない下劣な中傷であるとして批判している。
同国は外国人記者の入国を認めず、独立したメディアは存在しない。ジャーナリスト保護委員会は2012年、エリトリアを報道の自由が少ない「検閲国家ワースト10」の第1位に選んだと発表した。また、国境なき記者団による「世界報道自由度ランキング」でも180ヶ国中178位にランク付けされている。

#### 難民問題
周辺諸国との国境紛争問題や、徴兵制度への不満により、同国からは2014年半ばまでに約35万7000人余りが国外へ脱出し、現在も毎月5000人近くの国民が脱出している。国民は国境に近付いただけで厳しく処罰され、外国から帰国すれば拘束され、拷問を受ける場合もある。一時は越境を図った者はその場で射殺され、一部の証言者は国際連合の調査 に｢標的にされたことがある｣と話した。
難民がヨーロッパ（特に旧宗主国のイタリア）に向かうために、地中海を渡ろうとして遭難死する事故が毎年多発している。欧州連合（EU）加盟国、特に上陸地点となるイタリアやギリシャでは、同国を含むアフリカからの難民が受け入れの限度を越え、危機的な問題となっている。

## 文化

### 食文化

#### コーヒー・セレモニー

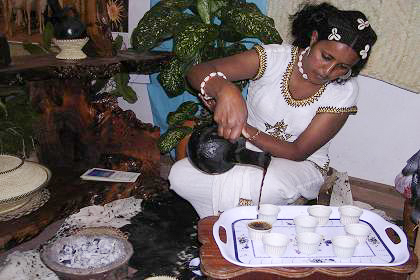
コーヒー・セレモニー

コーヒー・セレモニーとはエリトリアやエチオピアの伝統的な習慣であり、コーヒーを飲むことを儀式化した作法の一つである。日本の茶道と同様、コーヒーを飲むという行為に精神的な要素や教養などが含まれる文化的な習慣であり、他者に対する感謝ともてなしの精神を表すものである。女性が執り行うものであり、結婚前の女性が身につけるべき作法の一つとされている。冠婚葬祭の際や、大切な客を迎える際などに行われる。使われるポットやカップなどの茶器は女性が実母からや嫁ぎ先で代々受け継がれてきたものであることもある。客の前でコーヒーの生豆を煎るところから始め、3杯飲むことが正式であることから、1時間半から2時間以上かかる場合もある。その間は香を焚き、客はパンやポップコーン（ファンディシャ）などを食べながら待つ。

### 美術
著名な人物には、ビジュアルアーティストとして活動しているマイケル・アドナイや米国へ移住し精力的に活動を続けている芸術家のイェギザウ・マイケル、ドイツのデュッセルドルフに在住する芸術家であるアロン・メジオンがいる。

### 祝祭日
| 日付     | 日本語表記                   | 現地語表記                | 備考                                             |
| -------- | ---------------------------- | ------------------------- | ------------------------------------------------ |
| 1月1日   | 元日                         | Amet ሓዲሽ ዓመት              |                                                  |
| 1月7日   | エリトリア正教会のクリスマス | Lidet ልደት                 |                                                  |
| 1月19日  | 神現祭                       | Timket ጥምቀት               |                                                  |
| 移動祭日 | 預言者生誕祭                 |                           |                                                  |
| 2月10日  | フェンキルの日               | Fenkil ፈንቅል               | フェンキル作戦の成功を記念して制定された         |
| 3月8日   | 女性の日                     | Maelti Anesti መዓልቲ ኣነስቲ   | 国際女性の日と一致する                           |
| 移動祭日 | エリトリア正教会の聖金曜日   | Arbi Siklet ዓርቢ ስቅለት      |                                                  |
| 移動祭日 | エリトリア正教会の復活大祭   | Fasika ፋሲካ                |                                                  |
| 5月1日   | メーデー                     |                           |                                                  |
| 5月24日  | 独立記念日                   | Maelti Natsinet መዓልቲ ናጽነት | 1991年のエチオピアからの独立を記念したものである |
| 6月20日  | 殉教者の日                   | Maelti Siwuat መዓልቲ ስውኣት   |                                                  |
| 移動祭日 | イド・アル＝フィトル         |                           | スンニ派イスラム教の祝祭                         |
| 9月1日   | 革命の日                     | Bahti Meskerem ባሕቲ መስከረም  | 独立戦争が開始されたことを記念したもの           |
| 移動祭日 | イード・アル＝アドハー       |                           | スンニ派イスラム教の祝祭                         |
| 12月25日 | クリスマス                   | Lidet ልደት                 | 非正教会のキリスト教宗派によって確立されたもの   |

### スポーツ
サッカー
エリトリア国内でも他のアフリカ諸国同様に、サッカーが最も人気のスポーツとなっており、1994年にサッカーリーグのエリトリアン・プレミアリーグが創設された。エリトリアサッカー連盟によって構成されるサッカーエリトリア代表は、FIFAワールドカップおよびアフリカネイションズカップへの出場歴はない。著名なサッカー選手にはヘノク・ゴイトムがおり、スペイン1部のバリャドリードやアルメリアなどで活躍した。
自転車競技
イタリア植民地時代に自転車競技が導入され、エリトリアの国技と言われるほどロードレースは人気である。持久系スポーツを得意とするエリトリア人の体格と起伏に富んだ地形が自転車競技の練習に合っており、ヨーロッパの大会で活躍する選手は国民的英雄として喝采される。アスマラ市内では試合国際大会の「ツール・ド・エリトリア」や国際交流イベントが行われる。ツールドフランスで活躍したダニエル・テクレハイマノやビニヤム・ギルマイが国際的に知られている。
オリンピック